# Les Blancs ne savent pas sauter (film, 2023)
Pour le film sorti en 1992, voir Les Blancs ne savent pas sauter.
Pour plus de détails, voir Fiche technique et Distribution.
Les Blancs ne savent pas sauter (White Men Can't Jump) est un film américain réalisé par Calmatic et sorti en 2023. Il s'agit d'un remake du film du même nom de Ron Shelton sorti en 1992.
Le film est diffusé aux États-Unis sur Hulu et dans le reste du monde sur Disney+.

## Synopsis
Ancienne gloire du streetball, Jeremy a du stopper sa carrière en raison de nombreuses blessures. Kamal Allen, lui, était un joueur prometteur de basket-ball qui s'est lui-même sabordé. Il doit par ailleurs gérer son père Benji, atteint de sclérose en plaques. Malgré deux parcours très différents, Jeremy et Kamal vont se découvrir des points communs et s'associer sur des tournois en 2 contre 2.

## Fiche technique
Sauf indication contraire, les informations mentionnées dans cette section peuvent être confirmées par la base de données cinématographiques IMDb,  présente dans la section « Liens externes ».
- Titre original : White Men Can't Jump
- Titre français : Les Blancs ne savent pas sauter
- Réalisation : Calmatic
- Scénario : Kenya Barris et Doug Hall, d'après une histoire de Kenya Barris, Ron Shelton et Doug Hall, d'après le scénario original de Les Blancs ne savent pas sauter écrit par Ron Shelton
- Musique : Marcelo Zarvos
- Direction artistique : Nick Ralbovsky
- Décors : Amy Vuckovich
- Costumes : Neishea Lemle
- Photographie : Tommy Maddox-Upshaw
- Montage : Jonathan Schwartz
- Production : Kenya Barris, Blake Griffin, Paul Hall et Ryan Kalil

Producteurs délégués : Jonathan Deiner, E. Brian Dobbins, Jim Powers et Noah Weinstein
- Sociétés de production : 20th Century Studios, Mortal Media et Khalabo Ink Society
- Sociétés de distribution : Disney+ (France), Hulu (États-Unis)
- Budget : n/a
- Pays de production :  États-Unis
- Langue originale : anglais
- Format : couleur
- Genre : comédie dramatique, sport
- Durée : en minutes
- Dates de sortie[1] :
  - États-Unis : 19 mai 2023 (sur Hulu)
  - Monde : 19 mai 2023 (sur Disney+)
- Classification[2] :
  - États-Unis : R

## Distribution
- Sinqua Walls (VF : Diouc Koma) : Kamal Allen
- Jack Harlow (VF : Clément Moreau) : Jeremy
- Teyana Taylor (VF : Corinne Wellong) : Imani, la petite amie de Kamal
- Laura Harrier (VF : Déborah Claude) : Tatiana, la petite amie de Jeremy
- Vince Staples (VF : Jhos Lican) : Speedy
- Myles Bullock (VF : Alex Fondja) : Renzo
- Lance Reddick (VF : Thierry Desroses) : Benji Allen, le père de Kamal

## Production

### Genèse et développement
En janvier 2017, il est révélé que le producteur-scénariste Kenya Barris (en) développement un remake de Les Blancs ne savent pas sauter produit par le basketteur Blake Griffin et le joueur de NFL Ryan Kalil. Le projet ne refait plus parler de lui avant novembre 2021 quand Calmatic (en), réalisateur de clips, est annoncé à la mise en scène.
Kenya Barris produit le film via sa société Khalabo Ink Society ainsi qu'avec Paul Hall, Ryan Kalil, Blake Griffin et Noah Weinstein de Mortal Media.

### Attribution des rôles
En mars 2022, le rappeur Jack Harlow est annoncé pour reprendre un rôle équivalent à celui de Woody Harrelson dans le film original. En avril 2022, Sinqua Walls est annoncé dans le rôle de Kamal Allen, personnage rappelant Sidney Deane incarné par Wesley Snipes dans le film de Ron Shelton. D'autres personnages seront présents, comme Jermaine, principal opposant de Kamal; Bobby, le patron de Kamal.
En mai 2022, Lance Reddick, Teyana Taylor ou encore Laura Harrier sont annoncés. En juillet 2022, Tamera "Tee" Kissen, Myles Bullock, Vince Staples et Zak Steiner rejoint la distribution.

### Tournage
Le tournage débute le 11 mai 2022 à Los Angeles. Les prises de vues s'achèvent en juillet de la même année.

## Bande originale
La musique originale est composée  Marcelo Zarvos (en). DJ Drama contribue également au film,.